# Силс, Шугар Рэй
«Шу́гар» Рэй Силс (англ. Sugar Ray Seales; род. 6 сентября 1952, Санта-Крус) — американский боксёр средних весовых категорий. В начале 1970-х годов выступал за сборную США: чемпион летних Олимпийских игр в Мюнхене, победитель многих международных турниров и национальных первенств. В период 1973—1983 боксировал на профессиональном уровне, но без особых достижений.

## Биография
Рэй Силс родился 6 сентября 1952 года на острове Санта-Крус, Американские Виргинские острова. Активно заниматься боксом начал в раннем детстве под руководством своего отца, который увлекался этим видом спорта во время службы в армии, затем вместе с семьёй переехал в город Такома, где продолжил подготовку в клубе Tacoma Boys у тренера Джо Клоуфа. Первого серьёзного успеха на ринге добился в возрасте восемнадцати лет, когда в полусреднем весе стал чемпионом США среди любителей. Год спустя одержал победу в национальном турнире «Золотые перчатки» и благодаря череде удачных выступлений удостоился права защищать честь страны на летних Олимпийских играх 1972 года в Мюнхене. На Олимпиаде одолел всех пятерых соперников, в том числе югослава Звонимира Вуина и болгарина Ангела Ангелова в полуфинале и финале соответственно. Получив золотую олимпийскую медаль, решил попробовать себя среди профессионалов и покинул сборную. Всего за непродолжительную любительскую карьеру провёл 350 боёв, потерпев поражение лишь в 12 случаях.
Профессиональный дебют Силса состоялся в январе 1973 года, своего первого соперника мексиканца Гонсало Родригеса он послал в нокдаун, выиграв единогласным решением судей. В течение последующих месяцев провёл множество удачных поединков, первый раз проиграл в марте 1974 года — по очкам непобеждённому соотечественнику Марвину Хаглеру, будущему многократному чемпиону мира. Вскоре между ними прошёл матч-реванш и на сей раз судьи констатировали ничью.
С этого момента победы стали чередоваться с поражениями, в 1975 году Силс неожиданно проиграл малоизвестному боксёру Юджину Харту, тогда как в 1976-м был жестоко избит чемпионом Европы англичанином Аланом Минтером. Несмотря на достаточно большое количество проигрышей, он сумел завоевать и несколько раз защитить титулы чемпиона в среднем весе по версиям Североамериканской боксёрской федерации и Боксёрской ассоциации Соединённых Штатов. В 1979 году в третий раз встречался с Хаглером, уже в первом раунде трижды побывал в нокдауне, и судье пришлось остановить поединок, засчитав технический нокаут. Продолжал выходить на ринг вплоть до 1983 года, был вынужден завершить карьеру спортсмена из-за серьёзных проблем с глазами — врачи диагностировали ему отслоение сетчатки и настрого запретили участвовать в боях. Таким образом, за десятилетний период Шугар Рэй Силс провёл в профессиональном боксе 68 боёв, из них 57 окончил победой (в том числе 34 досрочно), 8 раз проиграл, в трёх случаях была зафиксирована ничья.
После завершения спортивной карьеры Силс в течение семнадцати лет работал школьным учителем в Такоме, преподавал физическую культуру детям-аутистам. В 2005 году включён в Зал спортивной славы Такомы и округа Пирс. В 2006 году вместе с женой переехал на постоянное жительство в Индианаполис, где занялся тренерской деятельностью, подготовив многих начинающих боксёров-любителей. Его братья Дэйл Грант и Уилбур Силс тоже были боксёрами, но повторить успех Шугар Рэя не смогли.